# خرخري
خرخري قرية سوريّة تتبع إداريّاً لمحافظة حلب منطقة عين العرب ناحية الجلبية، بلغ تعداد سكانها 347 نسمة حسب التعداد السكاني لعام 2004.